# Judas Priest
Judas Priest je angleška heavy metal skupina, ustanovljena leta 1969 v Birminghamu. Prodali so več kot 50 milijonov izvodov svojih albumov in so pogosto uvrščeni med največje metalske skupine vseh časov. Kljub inovativnemu in pionirskemu delu v drugi polovici sedemdesetih let se je skupina do leta 1980, ko je z albumom British Steel dosegla komercialni uspeh, spopadala z brezbrižno produkcijo plošč in pomanjkanjem večjih komercialnih uspehov.
Skupina je prestala že veliko menjav članov zasedbe, med drugim so se v sedemdesetih letih menjavali bobnarji, leta 1992 pa je skupino zapustil pevec Rob Halford. Tim »Ripper« Owens, nekdanji član skupine Winter's Bane, je leta 1996 zamenjal Halforda in z Judas Priest posnel dva albuma, leta 2003 pa se je Halford vrnil v skupino. Trenutno zasedbo sestavljajo Halford, kitarista Glenn Tipton in Richie Faulkner, basist Ian Hill in bobnar Scott Travis. Najbolje prodajani album skupine je Screaming for Vengeance iz leta 1982, z najbolj komercialno uspešno zasedbo, ki so jo sestavljali Hill, Halford, Tipton, kitarist K. K. Downing in bobnar Dave Holland. Tipton in Hill sta edina člana skupine, ki nastopata na vseh albumih.
Halfordov operni vokalni slog ter dvojni kitarski zvok Downinga in Tiptona so močno vplivali na druge heavy metal skupine. Podoba skupine Judas Priest z usnjem, bodicami in drugimi tabu oblačili je imela velik vpliv na obdobje glam metala v osemdesetih letih dvajsetega stoletja. The Guardian je album British Steel označil za ploščo, ki definira heavy metal. Kljub upadu prepoznavnosti sredi devetdesetih let je skupina kasneje ponovno doživela vzpon s svetovnimi turnejami, vključitvijo v VH1 Rock Honors leta 2006, prejemom nagrade Grammy za najboljšo metalsko izvedbo leta 2010 in vključitvijo njenih pesmi v videoigre, kot sta Guitar Hero in serija Rock Band. Leta 2022 so bili Judas Priest sprejeti v Hram slavnih rokenrola.

## Zgodovina

### Začetki (1969–1974)
Skupino Judas Priest so leta 1969 v Birminghamu v Angliji ustanovili pevec Al Atkins, basist Brian »Bruno« Stapenhill, kitarist John Perry in bobnar John »Fezza« Partridge. Perry je pri 18 letih storil samomor, med nadomestnimi člani skupine pa je bil tudi bodoči kitarist skupine Kenny »K. K.« Downing; takrat so ga zavrnili v korist 17-letnega multiinstrumentalista Ernesta Chatawaya, ki je prej igral z birminghamsko skupino Black Sabbath, ko se je ta še imenovala Earth. Ime Judas Priest je Stapenhill dobil iz pesmi Boba Dylana »The Ballad of Frankie Lee and Judas Priest« iz albuma John Wesley Harding. Partridgea je leta 1970 zamenjal bobnar Fred Woolley, ki se je pozneje ponovno pridružil Chatawayu in Stapenhillu v skupini Bullion. Noben član te zgodnje zasedbe ni zdržal dovolj dolgo, da bi igral na posnetkih skupine, čeprav se je na prvih dveh albumih pojavilo več skladb, ki jih je napisal Atkins.
Skupina je posnela demo posnetek dveh pesmi »Good Time Woman« in »We'll Stay Together« ter konec leta 1969 po koncertu v Walsallu z založbo Immediate sklenila pogodbo za snemanje treh albumov, vendar je založba prenehala poslovati, še preden je bil album posnet, in skupina je leta 1970 razpadla. Konec leta je Atkins odkril heavy rock skupino Freight, ki je vadila brez pevca, sestavljali pa so jo K. K. Downing na kitari, njegov prijatelj iz otroštva Ian »Skull« Hill na basu in bobnar John Ellis. Pridružil se jim je in skupina je prevzela ime ukinjene Atkinsove skupine. Njihov prvi koncert je bil 6. marca 1971. Ellis je pozneje istega leta skupino zapustil in na njegovo mesto je prišel Alan Moore. Zgodnji nastopi so vključevali priredbe Hendrixa in Quatermassa, leta 1972 pa so na setlisto vključili originale »Never Satisfied«, »Winter« in zaključno skladbo »Caviar and Meths«. Julija 1971 so za glasbeno založbo Zella Records posneli 45 rpm demo posnetek »Mind Conception« s pesmijo »Holy is the Man« na B strani.
Moore je odšel, zamenjal pa ga je Chris »Congo« Campbell (rojen kot Christopher Louis Campbell, 19. decembra 1952, Birmingham), skupina pa se je pridružila menedžerski agenciji Iommi Management Agency kitarista skupine Black Sabbath Tonyja Iommija. Atkins je še naprej pisal material za skupino—med drugim tudi skladbo »Whiskey Woman«, ki je postala podlaga za osnovno skladbo skupine z naslovom »Victim of Changes«—,vendar je zaradi omejenih finančnih sredstev in družine decembra 1972 odigral zadnje koncerte s skupino. Kmalu zatem je odšel Campbell, ki se je kasneje pojavil v skupini Machine, v skupino pa sta prišla dva člana skupine Hiroshima: bobnar John Hinch in vokalist Rob Halford, brat Hillovega dekleta. Halford in Hinch sta prvič nastopila z Judas Priest maja 1973 v The Townhouse v Wellingtonu. Nastop je bil posnet in del nastopa je bil leta 2019 izdan na kompilaciji »Downer-Rock Asylum« pri založbi Audio Archives skupaj z eno pesmijo v živo iz Atkinsovega obdobja.
V začetku leta 1974 so Judas Priest prvič nastopili na turneji po celinski Evropi, aprila pa so se vrnili v Anglijo in podpisali pogodbo za snemanje z založbo Gull. Gull je predlagala petega člana, ki bi dopolnil zvok skupine; za drugega kitarista so vzeli Glenna Tiptona, čigar skupino The Flying Hat Band je prav tako vodila Iommijeva agencija.

### Rocka Rolla(1974–1975)
Judas Priest so junija in julija 1974 odšli v studio s producentom skupine Black Sabbath Rodgerjem Bainom. Avgusta je skupina izdala svoj prvi singel »Rocka Rolla« in septembra izdala istoimenski album. Na albumu se pojavljajo različni slogi—neposredni rock, težki riffi in progresivni rock.
Tehnične težave med snemanjem so prispevale k slabi kakovosti zvoka na plošči. Producent Rodger Bain, ki je med drugim posnel prve tri albume skupine Black Sabbath in prvi album skupine Budgie, je prevladoval pri produkciji albuma in sprejemal odločitve, s katerimi se skupina ni strinjala. Bain se je tudi odločil, da na albumu ne bo objavil priljubljenih pesmi skupine, kot so »Tyrant«, »Genocide« in »The Ripper« ter skrajšal pesem »Caviar and Meths« z desetminutne na dvominutno instrumentalno skladbo.
Turneja Rocka Rolla je bila prva mednarodna turneja skupine Judas Priest z nastopi v Nemčiji, na Nizozemskem, Norveškem in Danskem, vključno s koncertom v hotelu Klubben v Tønsbergu, eno uro oddaljenem od Osla na Norveškem, ki je v lokalnem tisku naletel na nekoliko negativno kritiko. Album je ob izidu pogorel, zaradi česar je bila Priest v hudi finančni stiski. Priest se je poskušala dogovoriti z založbo Gull Records za mesečno plačilo 50 funtov, vendar so to zaradi finančnih težav zavrnili, saj je bila tudi založba Gull Records v težavah.

### Sad Wings of Destiny(1975–1977)
Skupina je leta 1975 v oddaji The Old Grey Whistle Test na BBC Two izvedla pesem »Rocka Rolla« ter tudi par »Dreamer Deceiver« in »Deceiver« leto preden so se pesmi pojavile na albumu Sad Wings of Destiny. Hinch je iz spornih razlogov zapustil skupino, nadomestil pa ga je Alan Moore, ki se je v skupino vrnil oktobra 1975. Finančna sredstva so bila omejena: člani skupine so se omejili na en obrok na dan, nekaj pa jih je delalo s krajšim delovnim časom, medtem ko so svoj naslednji album posneli s proračunom 2000 funtov. Skupina je nameravala posneti album, ki bi združeval neposredni rock s progresivnim pridihom.
Skupina je album Sad Wings of Destiny snemala dva tedna novembra in decembra 1975 v Rockfield Studios v Walesu. Skupina je med 12-urnim snemanjem ostala trezna. Na naslovnici je bil upodobljen prizemljen mučeč angel obdan s plameni, ki nosi hudičev trikraki križ, ki je postal simbol skupine. Album je izšel marca 1976, glavni singel pa je bila skladba »The Ripper«. Skupina je album podprla s turnejo po Veliki Britaniji, ki je potekala od aprila do junija 1976. Takrat se je Halford pošalil, da bi morali oboževalci zažgati svoje kopije albuma Rocka Rolla.
Album sprva ni bil komercialno uspešen in imel težave s prepoznavnostjo zaradi konkurence kritikov zaradi vzpona punk rocka, čeprav je v Veliki Britaniji dosegel vrh na 48. mestu in je bil pozitivno ocenjen v reviji Rolling Stone. Oboževalci, kritiki in skupina od takrat do danes menijo, da je album Sad Wings of Destiny album, na katerem so Judas Priest utrdili svoj zvok in podobo. Na albumu so težki riffi in zapleteni aranžmaji skladb, za katere sta Tipton in Downing dejala, da so ju navdihnile tovarne v Črni deželi (The Black Country). Osrednja skladba albuma »Victim of Changes« se je razvila iz kombinacije Atkinsove »Whiskey Woman« in Halfordove »Red Light Woman« ter je postala priljubljena pri oboževalcih.
Skupina je postala nezadovoljna z Gullom; zaradi omejenih finančnih sredstev je Moore še drugič zapustil skupino—tokrat za vedno. Sad Wings of Destiny je pritegnil pozornost založbe CBS Records in s pomočjo novega menedžerja Davida Hemmingsa je skupina podpisala pogodbo s CBS ter prejela 60.000 funtov za naslednji album. Zaradi podpisa je bilo treba prekiniti pogodbo z založbo Gull, tako da so pravice do prvih dveh albumov in vseh povezanih posnetkov—vključno z demo posnetki—postale last Gull. Gull je občasno prepakiral in ponovno izdal gradivo s teh albumov.

### Prvi album pri večji založbi (1977–1979)
Judas Priest so pri večji založbi svoj prvi album, Sin After Sin, posneli januarja 1977 v Ramport Studios skupine The Who, s producentom Rogerjem Gloverom, basistom skupine Deep Purple. Moore je med snemanjem skupino ponovno zapusil in bil nadomeščen z nadomestnim bobnarjem Simonom Phillipsom. Na albumu so vidne pomembne spremembe v tehniki heavy metala, zlasti uporaba dvojnega pedala za bobnanje v skladbah, kot je »Dissident Aggressor«, in popmetalska priredba skladbe »Diamonds & Rust« folk pevke Joan Baez.
Sin After Sin je izšel aprila 1977. To je bila prva plošča skupine Priest pri večji založbi CBS in prva od enajstih zaporednih plošč, ki jih je RIAA označila kot zlate ali višje. Phillips ni hotel postati stalni član skupine, zato je skupina po Gloverjevem priporočilu najela Lesa Binksa. Skupaj so leta 1978 posneli albuma Stained Class, ki ga je produciral Dennis MacKay, in Killing Machine (v ZDA je izšel kot Hell Bent for Leather). Binks, ki je bil soavtor skladbe »Beyond the Realms of Death«, ki danes velja za eno od klasik skupine, je bil izvrsten in tehnično spreten bobnar, ki je zvoku skupine dodal spretnost. Binks je igral tudi na albumu Unleashed in the East (1979), ki je bil posnet v živo na Japonskem med turnejo za promocijo albuma Killing Machine.
Medtem ko so prvi trije albumi Judas Priest vsebovali precej sledi skupin Black Sabbathe, Led Zeppeline in Deep Purple ter balade, Stained Class razen »Beyond the Realms of Death« ni vseboval balad. Killing Machine je bil prvo prikimavanje bolj komercialnemu zvoku s preprostejšimi skladbami, ki so vrnile nekaj bluesovskih vplivov. Približno v istem času so člani skupine sprejeli svojo zdaj znano podobo iz »usnja in bodic«.

## Zasedba
- Judas Priest v živo na With Full Force leta 2018
- Ian Hill
- Scott Travis
- Rob Halford
- Richie Faulkner

Trenutna zasedba
- Ian Hill – bas, spremljevalni vokali (1969–danes)
- Rob Halford – vodilni vokali (1973–1992, 2003–danes)
- Glenn Tipton – kitare (1974–danes) (od leta 2018 zaradi bolezni na turnejah nastopa le omejeno)
- Scott Travis – bobni (1989–1992, 1997–danes)[49]
- Richie Faulkner – kitare, spremljevalni vokali (2011–danes)

Spremljevalni glasbeniki na turjenah
- Andy Sneap – kitare, spremljevalni vokali (2018-danes)

## Diskografija
Studijski albumi
- Rocka Rolla (1974)
- Sad Wings of Destiny (1976)
- Sin After Sin (1977)
- Stained Class (1978)
- Killing Machine (1978)
- British Steel (1980)
- Point of Entry (1981)
- Screaming for Vengeance (1982)
- Defenders of the Faith (1984)
- Turbo (1986)
- Ram It Down (1988)
- Painkiller (1990)
- Jugulator (1997)
- Demolition (2001)
- Angel of Retribution (2005)
- Nostradamus (2008)
- Redeemer of Souls (2014)
- Firepower (2018)
- Invincible Shield (2024)

### Navedbe
1. 1 2 3  Bowe 2009, str. 27
2. ↑  Erlewine, Stephen Thomas. »Judas Priest | Biography & History«. AllMusic.
3. ↑  Hammerpublished, Metal (4. maj 2022). »At last – Judas Priest will finally make it into the Rock And Roll Hall Of Fame«. loudersound (v angleščini). Pridobljeno 6. maja 2022.
4. ↑  Regeniter, Anna (12. marec 2018). Reise Know-How CityTrip Birmingham (v nemščini). Reise Know-How Verlag Peter Rump. ISBN 978-3-8317-4930-0.
5. ↑  »Original JUDAS PRIEST Singer Talks About His Early Songwriting Contributions To Band«. Blabbermouth.net. 22. junij 2008. Pridobljeno 30. aprila 2021.
6. 1 2 3  Popoff 2007, str. 2.
7. ↑  Popoff 2007, str. ;2–3.
8. ↑  »Judas Priest early years«. Brumbeat.net. Pridobljeno 30. aprila 2021.
9. 1 2  Popoff 2007, str. 3.
10. ↑  Popoff 2007, str. 4.
11. 1 2  Popoff 2007, str. 5.
12. ↑  Popoff 2007, str. ;5–7.
13. ↑  »MACHINE«. Boredteenagers.co.uk. Pridobljeno 27. avgusta 2020.
14. ↑  Wang 2008.
15. 1 2  Popoff 2007, str. 8.
16. 1 2  Popoff 2007, str. 17.
17. ↑  Popoff 2007, str. 16.
18. ↑  »Judas Priest Info Pages – Rocka Rolla«. Thexquorum.com. Pridobljeno 10. avgusta 2014.
19. ↑  »Judas Priest Info Pages – Forging The Metal«. Thexquorum.com. Pridobljeno 18. aprila 2014.
20. ↑  »Hotell Sentralt i Tønsberg – Quality Hotel Klubben«. Nordicchoicehotels.no. Arhivirano iz prvotnega spletišča dne 15. julija 2014. Pridobljeno 18. aprila 2014.
21. ↑  »Newspaper cutting : Lydsjokk pa Klubben«. Kkdowning.net. Pridobljeno 19. aprila 2014.
22. ↑  »Judas Priest Behind The Music Remastered: Judas Priest«. MTV. Arhivirano iz prvotnega spletišča dne 27. aprila 2014. Pridobljeno 18. maja 2014.
23. ↑  Popoff 2007, str. 34.
24. ↑  Popoff 2007, str. 32.
25. 1 2 3  Popoff 2007, str. 39.
26. ↑  Popoff 2007, str. ;39, 41.
27. 1 2  Daniels 2007, str. 99.
28. ↑  Daniels 2007, str. 96.
29. 1 2  Popoff 2007, str. 27.
30. 1 2  Daniels 2007, str. 100.
31. ↑  Popoff 2007, str. 30.
32. ↑  Popoff 2007, str. 33.
33. ↑  Daniels 2007, str. 101.
34. ↑  Popoff 2007, str. 29.
35. ↑  Huey.
36. ↑  Huey, Steve. »Sad Wings of Destiny - Judas Priest | Songs, Reviews, Credits, Awards«. AllMusic. Arhivirano iz prvotnega spletišča dne 17. februarja 2015. Pridobljeno 18. maja 2014.
37. ↑  Bowe 2009, str. 39.
38. ↑  Cope 2013, str. 110.
39. 1 2  Popoff 2007, str. ;41–42.
40. ↑  Daniels 2007, str. 102.
41. ↑  Popoff 2007, str. 122.
42. ↑  Popoff 2007, str. 49.
43. ↑  Popoff 2007, str. 44.
44. ↑  Cope 2013, str. 114.
45. ↑  Popoff 2007, str. 50.
46. ↑  »How Judas Priest Began Their March to Stardom on 'Sin After Sin'«. Ultimate Classic Rock. Pridobljeno 15. oktobra 2020.
47. ↑  Daniels 2007, SIX: 1977–1979.
48. ↑  Bukszpan, Daniel (2003). The Encyclopedia of Heavy Metal. Barnes & Noble Publishing. ISBN 9780760742181.
49. ↑  »Why K.K. Downing is 'Surprised' by Judas Priest's Recent Output«.

### Citirana dela
- Bowe, Brian J. (2009). Judas Priest: Metal Gods. Enslow Publishers. ISBN 978-0-7660-3029-9. pbk. ISBN 978-0-7660-3621-5
- Cope, Andrew L. (2013). Black Sabbath and the Rise of Heavy Metal Music. Ashgate Publishing. ISBN 978-1-4094-9398-3.
- Daniels, Neil (2007). The Story of Judas Priest: Defenders of the Faith. Omnibus Press. ISBN 978-0-85712-239-1.
- Popoff, Martin (2007). Judas Priest: Heavy Metal Painkillers—An Illustrated History. ECW Press. ISBN 978-1-55022-784-0.
- Wang, K. S. (9. julij 2008). »Celebrity Drive: Judas Priest Bassist Ian Hill mourns the demise of the British car industry«. Truck Trend. Arhivirano iz prvotnega spletišča dne 20. januarja 2016. Pridobljeno 15. januarja 2018.